# Campylarchis acuta
Campylarchis acuta är en fjärilsart som beskrevs av Diakonoff 1967. Campylarchis acuta ingår i släktet Campylarchis och familjen Carposinidae. Inga underarter finns listade i Catalogue of Life.